# داچسن
داچسن (به لاتین: Dachsen) یک شهر در سوئیس است که در بخش آندلفنژان واقع شده‌است.